# Ulidia nigricubitalis
Ulidia nigricubitalis är en tvåvingeart som beskrevs av Zaitzev 1982. Ulidia nigricubitalis ingår i släktet Ulidia och familjen fläckflugor.
Artens utbredningsområde är Mongoliet. Inga underarter finns listade i Catalogue of Life.